# Курукулла
Курукулла (тиб. rig byed ma "та, что есть источник мудрости", тиб. ku ru ku le) — одна из дакини тибетского буддизма. Считается воплощением Красной Тары.
Индийский мифологический образ,  "развитие" которого произошло в "пространстве" тибетского буддизма (точнее - ваджраяны).
Она является покровительницей магии, любви, чародейства и целительства. Её атрибут — натянутый лук и стрела, сделанные из цветов. Индуистским аналогом Курукуллы является богиня Рати. Также ряд черт роднит её с Кали, считается в частности, что индийская матерь пещер по имени Курукулла Матрикадэви (санскр. - "Мать-богиня") была одной из древнейших воплощений богини Кали.
Она связана с царём Уддияны Индрабхути. Всего было три царя Индрабхути, и тут имеется в виду второй царь. Существует текст садханы красной Курукуллы в её восьмирукой форме, принадлежащий этому царю. Но независимого от того, сколько у неё рук, восемь или четыре, её считают Курукуллой Уддияны (тиб. - Оргьен, страна, находившаяся на части территорий совр. Индии и Пакистана). Поэтому большинство современных учёных полагает, что Курукулла сначала была местной богиней, и как индуистская богиня Дурга, которую позже из-за её почитаемости стали связывать с великой буддийской богиней Тарой, так и Курукуллу часто называют Красной Тарой (sgrol-ma dmar-po, Дролма Марпо) или Тарабхавой Курукуллой — «Курукулла, возникшая из Тары».
Мантра Курукуллы (распространённый вариант): Om Kurukulle hrī svāhā. Существуют и другие мантры Курукуллы.
В традиционной иконографии тело богини красное. Курукулла носит корону из человеческих черепов, её волосы стоят дыбом. Вокруг её талии — тигриная шкура, с её плеч спускается гирлянда из отрубленных человеческих голов. Она четырёхрукая, в руках её натянутый цветочный лук.
В текстах садхан описывается четыре активности:
1. Белая магия или Шантика-карма (zhi-ba’i 'phrin-las) — способность успокаивать и умиротворять, а также лечить. Пример такой активности — Белая Тара.
2. Жёлтая магия или Пуштика-карма (rgyas-pa’i phrin-las) — способность увеличивать богатства, процветание, изобилие, заслуги, мудрость и тому подобное. Пример этой активности — Васудхара и Джамбхала, поэтому они жёлтого цвета.
3. Красная магия или Вашья-карма (dbang gi phrin-las) — способность подчинять своей власти людей, очаровывать, околдовывать, привлекать, побеждать, притягивать их. Это основная способность Курукуллы и поэтому она красного цвета.
4. Чёрная магия или Рудра-карма (drag-po’i phrin-las) — способность разрушать зло и препятствия на духовном пути. Это особенная способность многих гневных проявлений, таких как дакини Симхамукха, которая имеет тело тёмно-синего цвета.
В некоторых местностях Курукулла почитается как богиня любви и секса (в традиции Ваджраяны речь идёт об укрощении страстей, об умении управлять ими), что роднит её с греческой Афродитой. Иконографически она изображается как "чувственная и соблазнительная", обнаженная шестнадцатилетняя девушка. Её обычное проявление — с четырьмя руками, в которых она держит лук и стрелу, переплетённые цветками.
Курукулла быстро стала широко почитаемой, и даже в наши дни остаётся очень популярной у тибетцев из-за её магической способности очаровывать (dbang gi 'phrin-las) — околдовывать людей с целью обрести над ними власть (dbang du bsdud).